# Retziuslaboratoriet

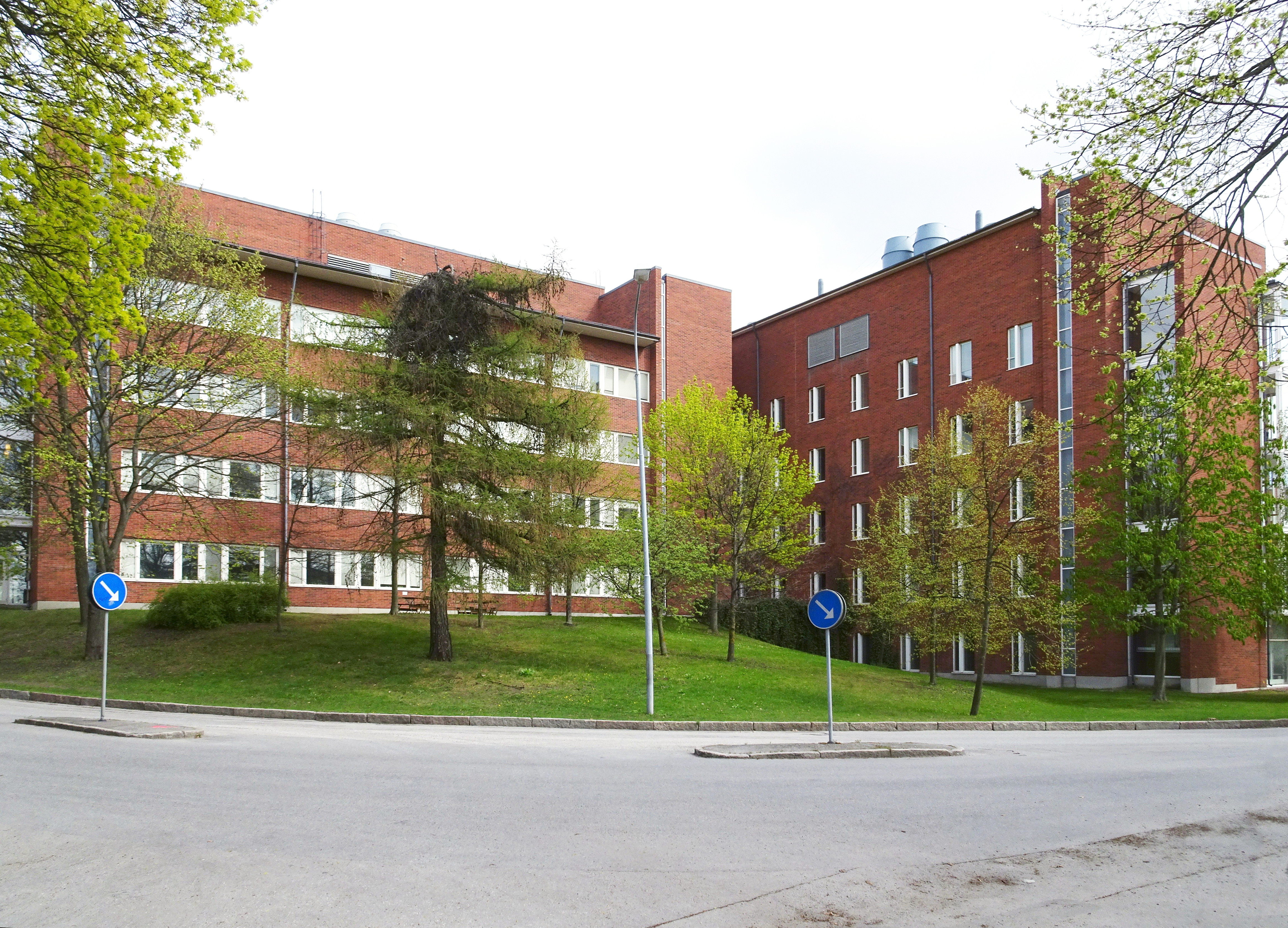
Retziuslaboratoriet, fasader mot Tomtebodavägen, maj 2019.

Retziuslaboratoriet är en laboratorie- och kontorsbyggnad vid Retzius väg 8 på Campus Solna i Solna kommun. Byggnaden stod färdig 2001 och ägs av Akademiska Hus. Laboratoriet och vägen är uppkallade efter Anders Retzius som var anatom och antropolog samt professor vid Karolinska Institutet.

## Beskrivning

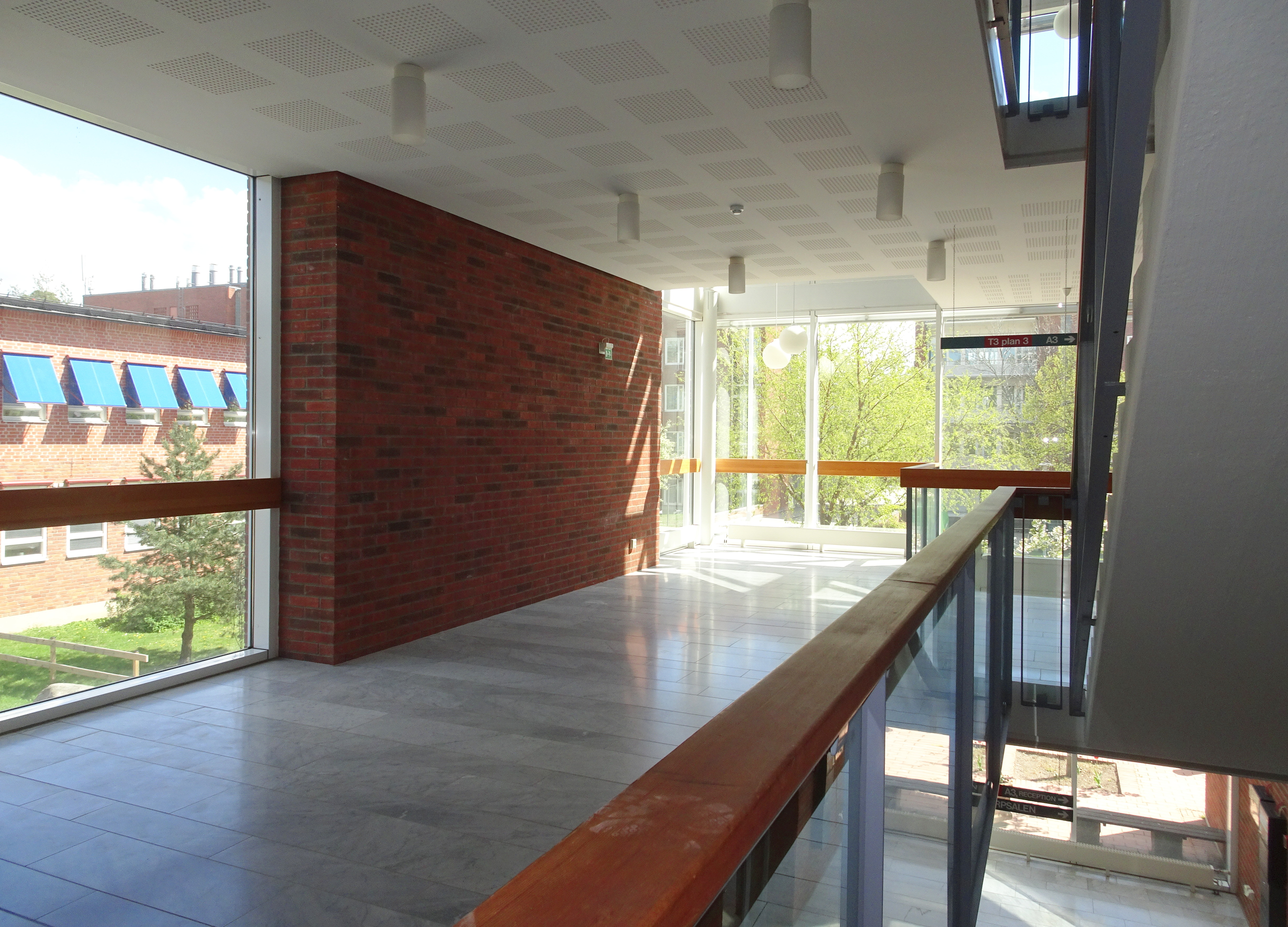
Trapphallar skall inbjuda till möten.

Retziuslaboratoriet ritades av Bjurström & Brodin arkitektkontor och var ett följduppdrag efter Scheelelaboratoriet som kontoret ritat några år tidigare och som ligger strax öster om Retziuslaboratoriet. Laboratoriebyggnaden består av sex vinkelställda, inbördes förskjutna huskroppar i fyra till fem våningar samt en hörsalsbyggnad kallad Hillarpsalen med plats för 81 personer. 
Liksom vid uppdraget för Scheelelaboratoriet var det viktigt att det nya komplexet skulle smälta väl in i den ur arkitektonisk synpunkt känsliga miljön som domineras av röda tegelhus ritade på 1940- och 1950-talen av arkitekt Ture Ryberg.
Retziuslaboratoriets sex byggnader länkas samman av trapphus och förbindelsegångar. Det finns även trapphus på gavlarna som är glasade och har formen av burspråk. Trapphus och förbindelsegångar är tänkta att inbjuda till informella, spontana möten mellan de anställda. En kulvert förbinder  Retziuslaboratoriet med Scheelelaboratoriet. 
Laboratorierna koncipierades flexibla och är inte specialritade för någon viss verksamhet utan kan anpassas till aktuella behov. Detta var ett nytt sätt att bygga lokaler för laboratorier. Modellen utvecklades av Bjurström & Brodin och kom att kallas "Scheelemodellen".
I fyra av Retziuslaboratoriets sex byggnader ligger Institutionen för neurovetenskap och i de resterande bedrivs andra verksamheter, bland annat av en forskargrupp från Institutionen för Medicinsk Biokemi och Biofysik (MBB) och en enhet från Institutet för Miljömedicin (IMM). Den totala byggnadsarean är omkring 22 000 m².

## Bilder

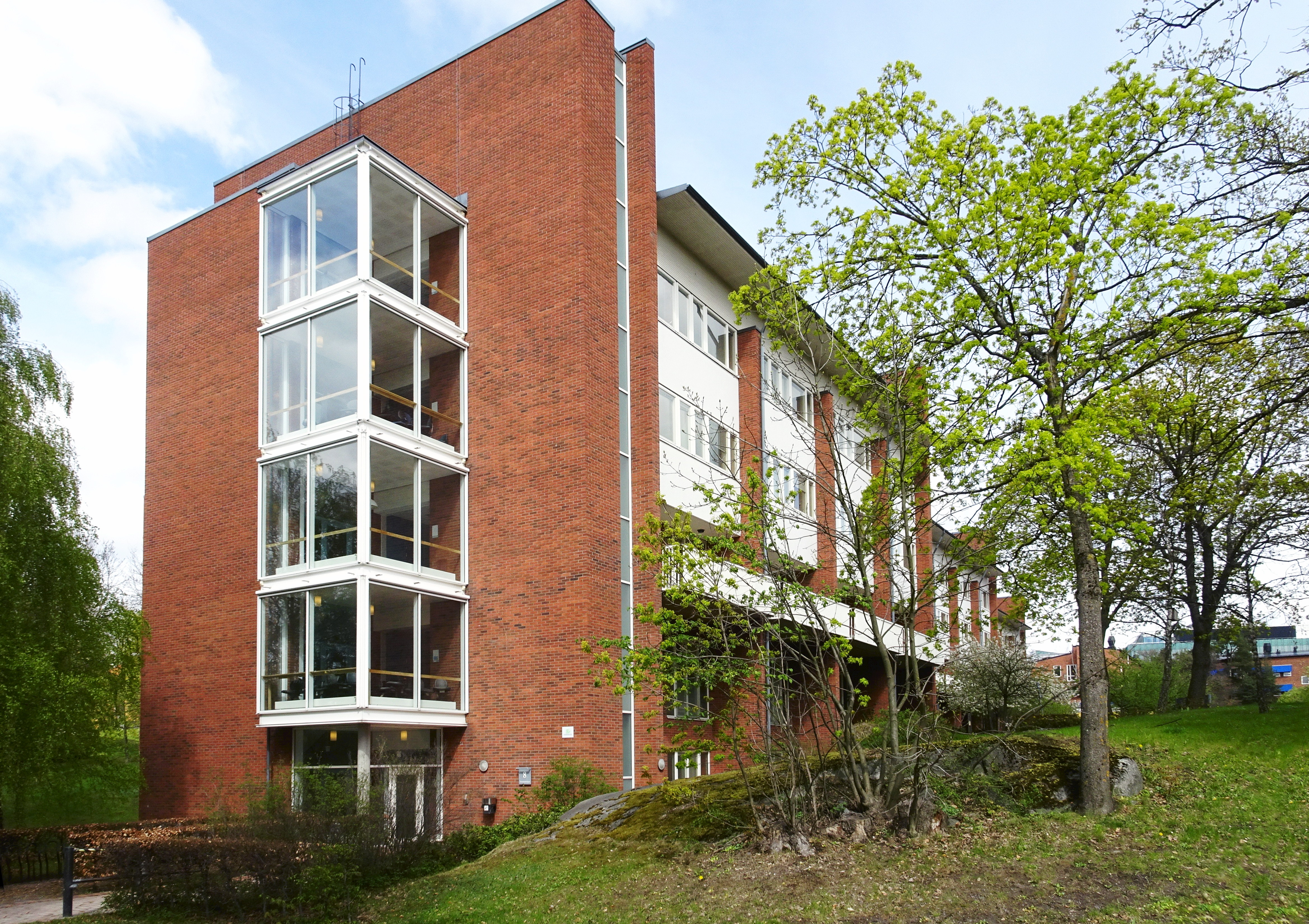
Gavel mot Tomtebodavägen.
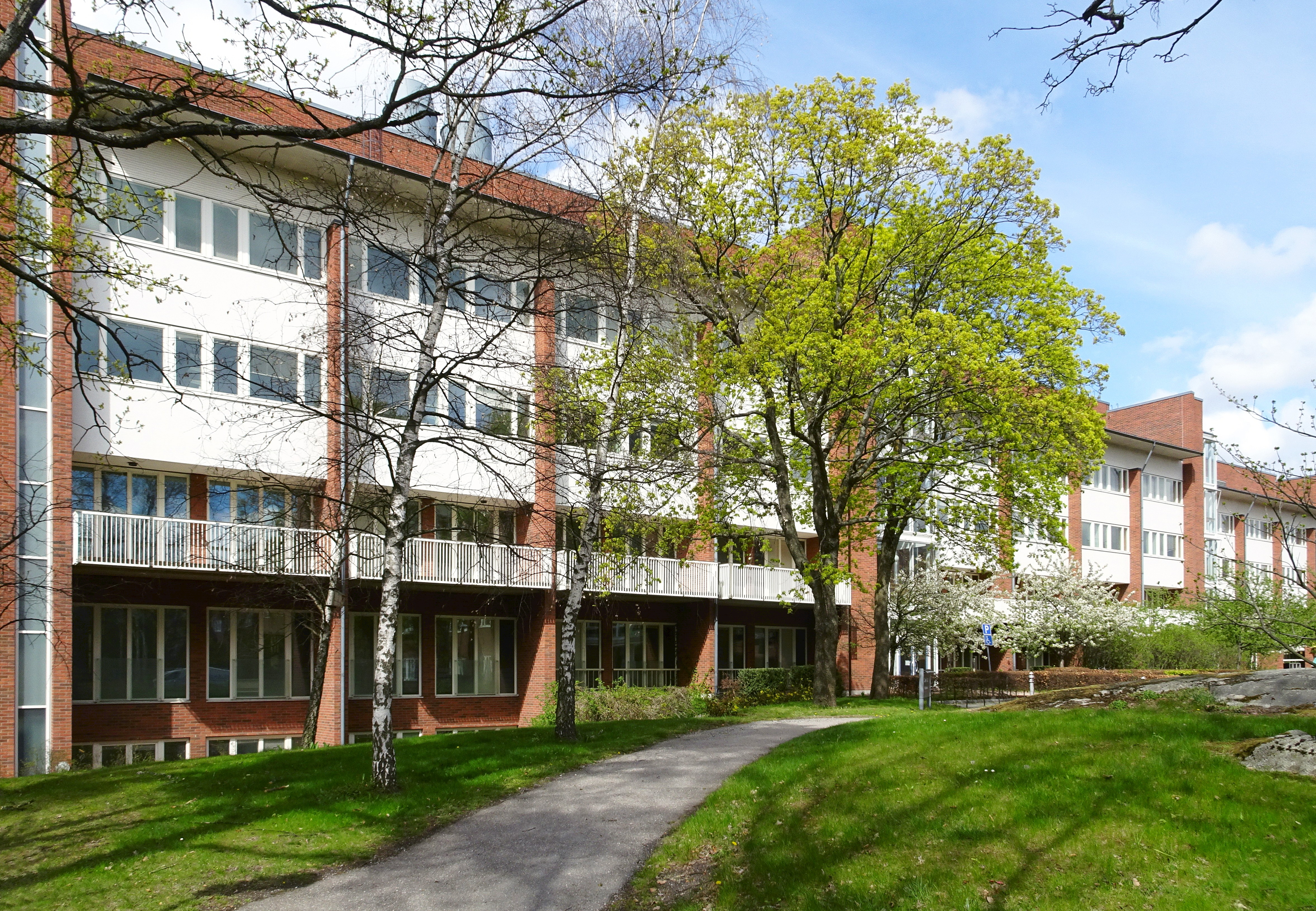
Fasader mot Scheeles väg.
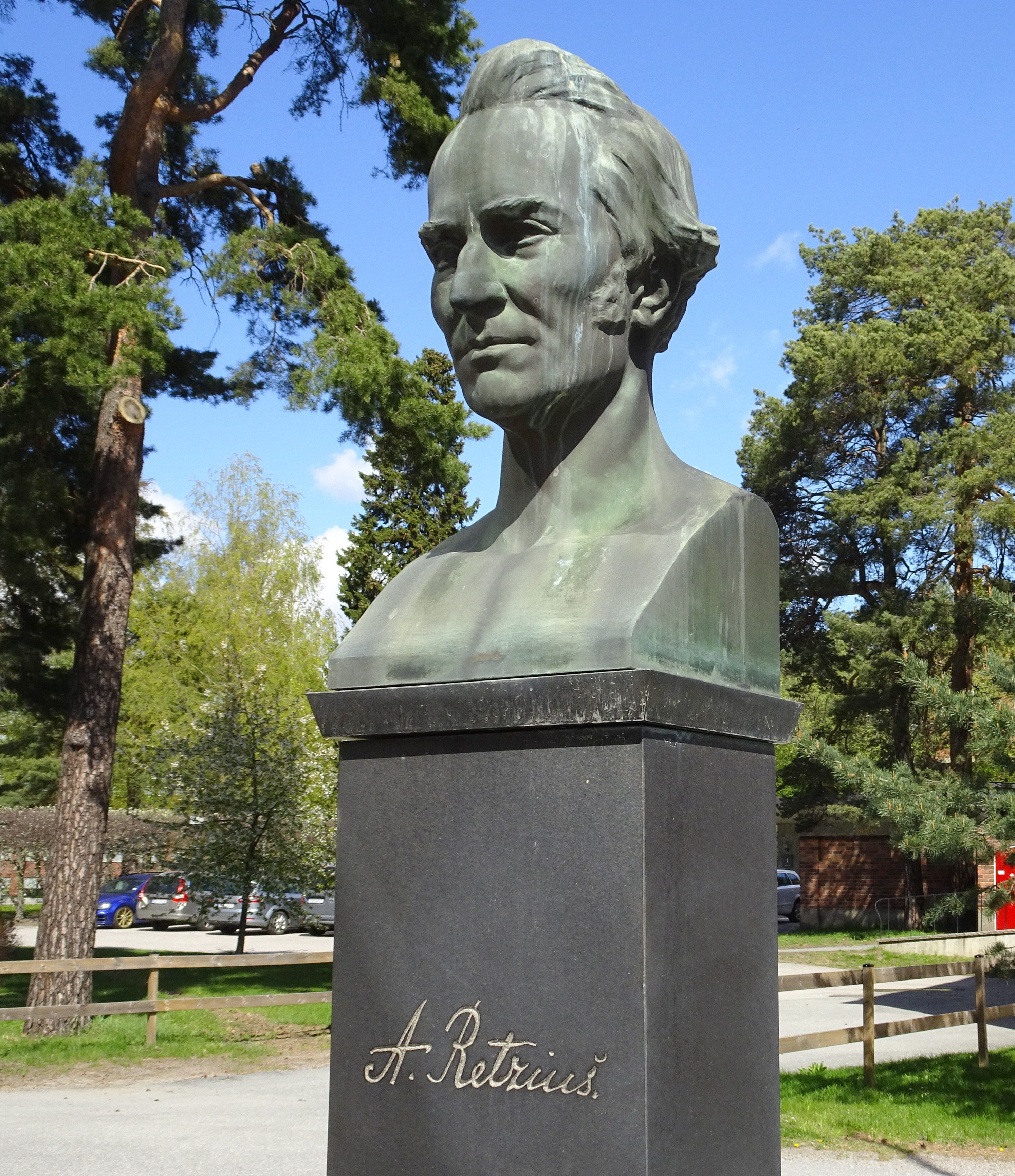
Anders Retzius byst utanför huvudentrén.
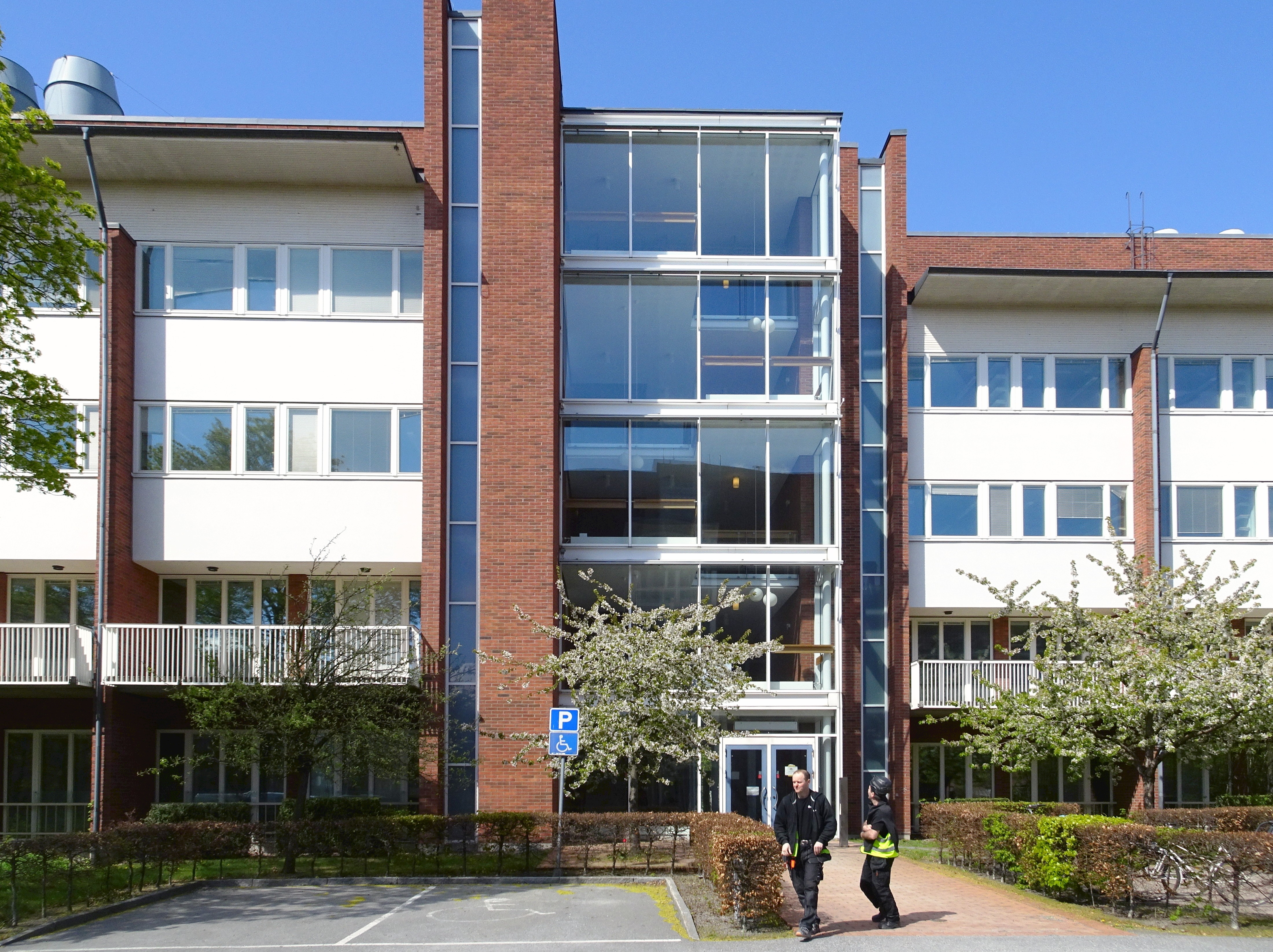
Trapphus och entré till hus A2 / B2.
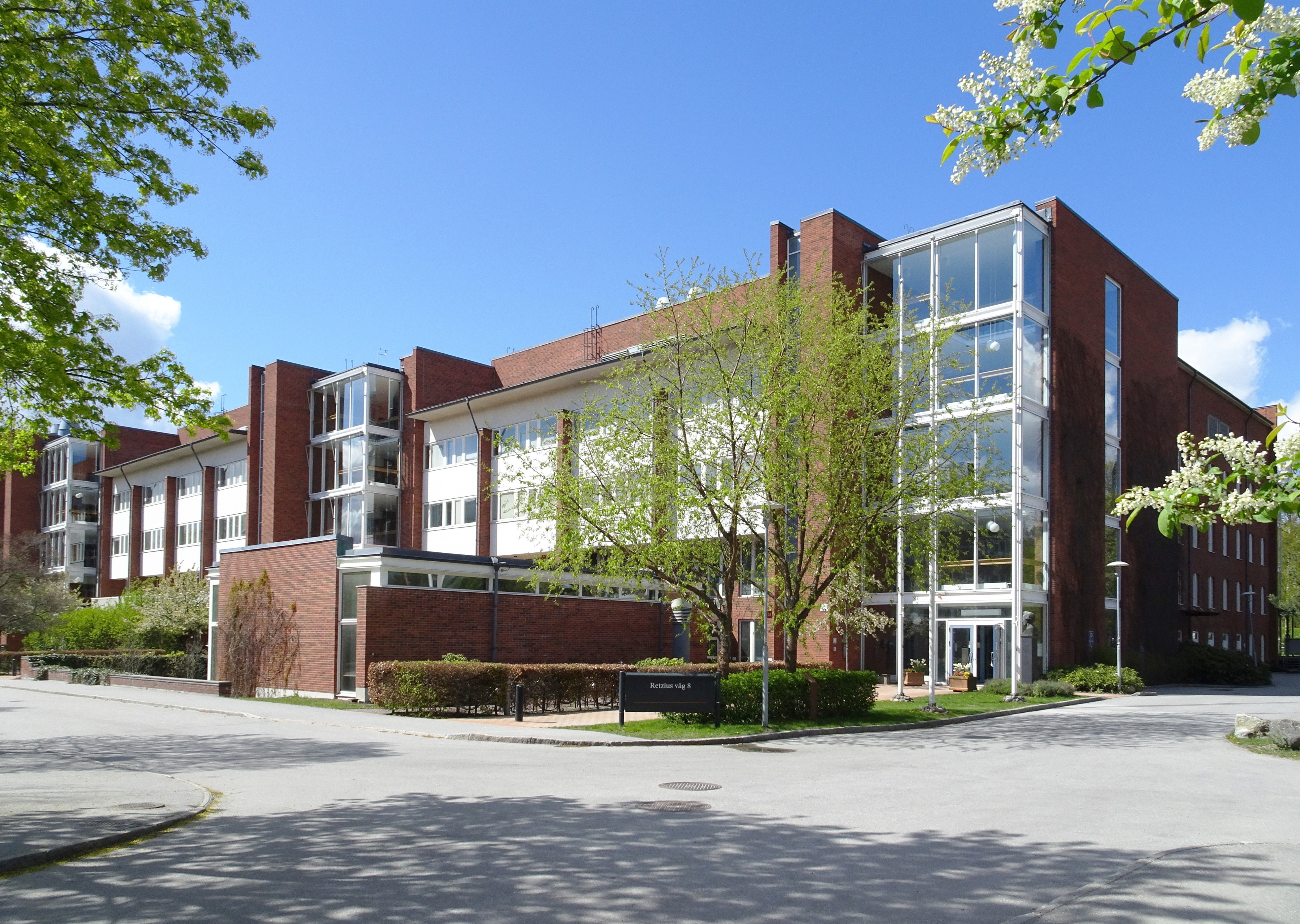
Fasader mot Scheeles väg med Hillarpsalen.